# محمود أبو الوفا الصعيدي
الشيخ محمود أبو الوفا الصعيدي (1954 - 19 نوفمبر 2018) قارئ قرآن مصري ويعد أحد أعلام هذا المجال البارزين، من مواليد قرية كلح الجبل، محافظة أسوان.
يتميز الشيخ محمود أبو الوفا الصعيدي بصوته العذب الذي امتع به أسماع الناس وهو من قراء الصعيد الذين لهم دور بارز في تلاوة القرآن بإذاعة القرآن الكريم
من أخواته الشيخ عبد الله أبو الوفا الصعيدي 
ولديه خمسة أبناء و قام بالسفر إلى بعض الدول مثل استراليا و ساحل العاج وتركيا  
لإحياء ليال رمضان المبارك بتلاوة القرآن الكريم 
و ترك العديد من التسجيلات بإذاعة القران الكريم
ولد الشيخ محمود عام 1954 بقرية كلح الجبل مركز ادفو بمحافظة أسوان و  توفى يوم الاثنين 19 نوفمبر 2018 .  
و التحق بإذاعة القرآن الكريم من القاهره فى عام 1992 وكانت أول تلاوة له على الهواء من مسجد السيدة زينب عام 1995 .